# الاكمة (حبير)

تعديل مصدري - تعديل

الاكمة محلة تابعة لقرية حبير، التابعة لعزلة حبير بمديرية ذي السفال إحدى مديريات محافظة إب في الجمهورية اليمنية، بلغ تعداد سكانها 57 حسب تعداد اليمن لعام 2004.